# Nikolaos Dilijanis
Nikolaos Dilijanis (gr. Νικόλαος Δηλιγιάννης; ur. 8 maja 1845 w Atenach, zm. 5 stycznia 1910 w Paryżu) – grecki dyplomata i urzędnik państwowy.
Pełnił funkcję premiera Grecji (1895) za rządów króla Jerzego I.